# تنیس در المپیک تابستانی ۲۰۰۸
رقابت‌های تنیس در المپیک تابستانی ۲۰۰۸ پکن، از ۱۰ اوت تا ۱۷ اوت در کانون سبز تنیس المپیک برگزار شد. 

## تقویم
| اوت           | ۱۰        | ۱۱        | ۱۲        | ۱۳     | ۱۴      | ۱۵             | ۱۶          | ۱۷          |
| صبح           | ۱۰٬۳۰     | ۱۰٬۳۰     | ۱۰٬۳۰     |        |         |                |             |             |
| عصر           | ۱۷.۰۰     | ۱۷.۰۰     | ۱۷.۰۰     | ۱۶.۰۰  | ۱۶.۰۰   | ۱۶.۰۰          | ۱۶.۰۰       | ۱۶.۰۰       |
| ------------- | --------- | --------- | --------- | ------ | ------- | -------------- | ----------- | ----------- |
| انفرادی مردان | یک‌سی‌ودوم  | یک‌سی‌ودوم  | یک‌شانزدهم | یک‌هشتم | یک‌چهارم | نیمه‌پایانی     | برنز        | پایانی      |
| انفرادی زنان  | یک‌سی‌ودوم  | یک‌سی‌ودوم  | یک‌شانزدهم | یک‌هشتم | یک‌چهارم | یک‌چهارم        | نیمه‌پایانی  | برنز پایانی |
| دونفرهٔ مردان  | یک‌شانزدهم | یک‌شانزدهم | یک‌هشتم    | یک‌هشتم | یک‌چهارم | نیمه‌پایانی     | برنز پایانی |             |
| دونفرهٔ زنان   | یک‌شانزدهم | یک‌شانزدهم | یک‌شانزدهم | یک‌هشتم | یک‌هشتم  | یک‌هشتم یک‌چهارم | نیمه‌پایانی  | برنز پایانی |

نکته: به خاطر بارش باران، بازی‌های تک‌نفرهٔ زنان یک روز به تعویق افتاد.

## مدال‌ها

### جدول مدال‌ها

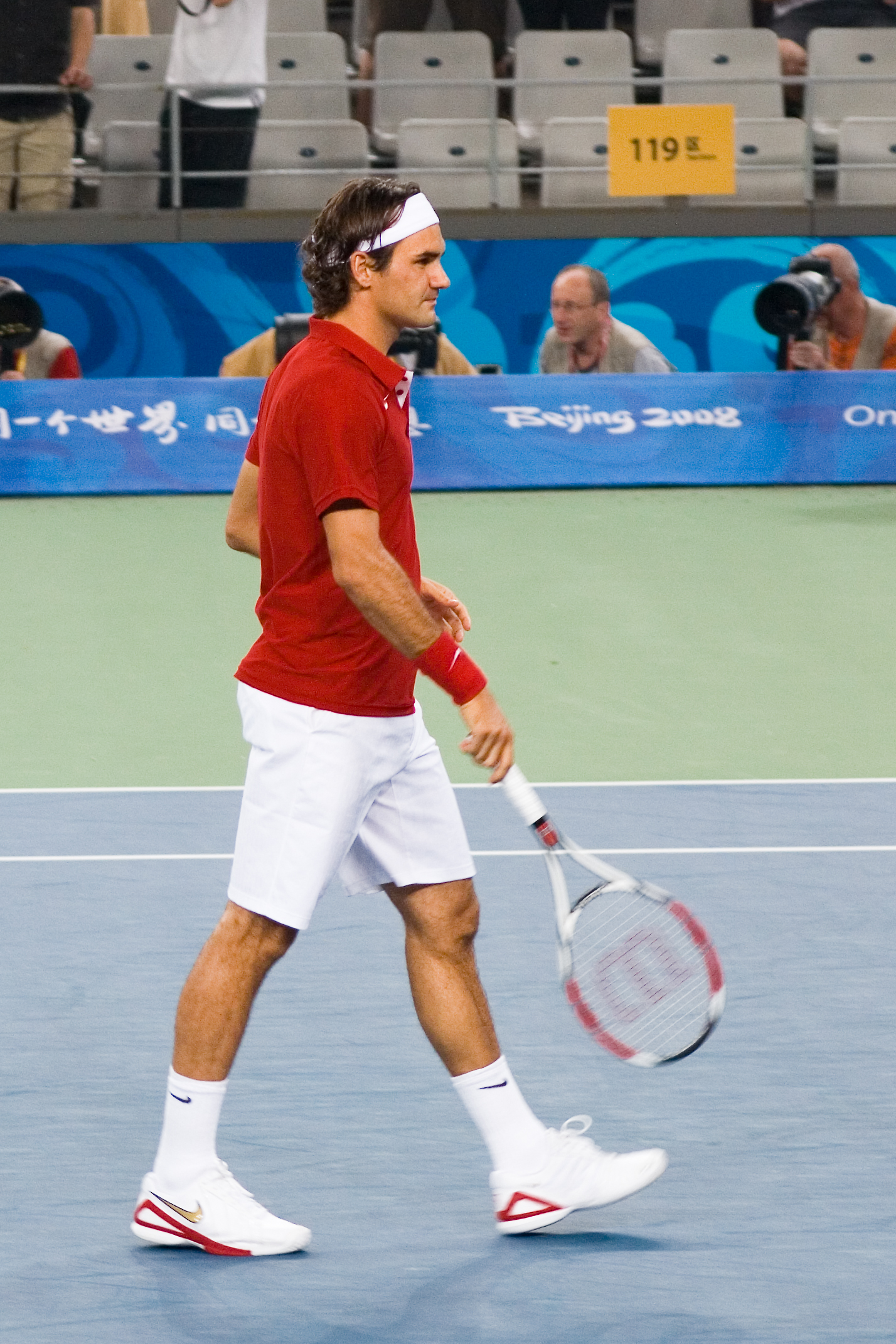
راجر فدرر بازیکن سوئیسی.

| رتبه | کشورها                    | طلا   | نقره | برنز | مجموع |    |
| ۱    | روسیه (RUS)               | ۱     | ۱    | ۱    | ۳     |    |
| ۲    | اسپانیا (ESP)             | ۱     | ۱    | ۰    | ۲     |    |
| ۳    | ایالات متحده آمریکا (USA) | ۱     | ۰    | ۱    | ۲     |    |
| ۴    | سوئیس (SUI)               | ۱     | ۰    | ۰    | ۱     |    |
| ۵    | شیلی (CHI)                | ۰     | ۱    | ۰    | ۱     |    |
| ۵    | سوئد (SWE)                | ۰     | ۱    | ۰    | ۱     |    |
| ۷    | چین (CHN)                 | ۰     | ۰    | ۱    | ۱     |    |
| ۷    | صربستان (SRB)             | ۰     | ۰    | ۱    | ۱     |    |
|      |                           | مجموع | ۴    | ۴    | ۴     | ۱۲ |

### رویدادها
| بازی‌ها       | طلا                                                 | نقره                                                     | برنز                                             |
| تک‌نفره مردان | رافائل نادال · اسپانیا                              | فرناندو گونزالس · شیلی                                   | نواک جوکوویچ · صربستان                           |
| دونفره مردان | راجر فدرر · و استانیسلاس واورینکا · سوئیس           | سیمون آسپلین · و توماس یوهانسون · سوئد                   | باب برایان · و مایک برایان · ایالات متحده آمریکا |
| تک‌نفره زنان  | النا دیمنتیوا · روسیه                               | دینارا سافینا · روسیه                                    | ویرا زوناروا · روسیه                             |
| دونفره زنان  | سرنا ویلیامز · و ونوس ویلیامز · ایالات متحده آمریکا | آنابل مدینا گاریگوس · و ویرخینیا روانو پاسکوال · اسپانیا | یان زی · و ژنگ جیه · چین                         |

## رده‌بندی امتیازی
|                 | امتیازهای رده‌بندی مردان | امتیازهای رده‌بندی زنان |
| --------------- | ----------------------- | ---------------------- |
| مدال طلا        | ۴۰۰                     | ۳۵۳                    |
| مدال نقره       | ۲۸۰                     | ۲۴۵                    |
| مدال برنز       | ۲۰۵                     | ۱۷۵                    |
| رده‌بندی         | ۱۵۵                     | ۱۳۵                    |
| یک‌چهارم‌پایانی   | ۱۰۰                     | ۹۰                     |
| یک‌هشتم‌پایانی    | ۵۰                      | ۴۸                     |
| یک‌شانزدهم‌پایانی | ۲۵                      | ۲۸                     |
| دور نخست        | ۵                       | ۱                      |